# Antoine Laurent Apollinaire Fée
Antoine Laurent Apollinaire Fée ( 7 de noviembre de 1789, Ardentes - 21 de mayo de 1874, París) fue un botánico, farmacéutico, micólogo y pteridólogo francés.
Fée fue un farmacéutico militar submayor, en 1809 y participó de la campaña de España como oficial de farmacia. Sale del servicio con el rango de mayor.

## Biografía
Ingresa como farmacéutico en la "Escuela de Estrasburgo" en 1815. Su encuentro en 1823, con el botánico Christiaan Hendrik Persoon (1755-1837), quien le ejerció una gran impresión.
En 1824, es miembro titular de la Academia de Medicina. En 1825, es demostrador en el Hospital Militar de Lille, y en 1828, farmacéutico principal.
Fée enseña botánica en Estrasburgo de 1832 a 1867 que reemplaza a Christian Gottfried Nestler (1778-1832). Dirige a partir de esa fecha, el jardín botánico. La tesis que presenta para acceder a esa silla fue De la Reproduction des végétaux (F.-G. Levrault, Strasbourg, 1833).
El 14 de mayo de 1833, obtiene el título de doctor en medicina con una tesis titulada Examen de la théorie des rapports botanico-chimiques.
En 1871 se instala en París.
Reedita el Systema naturae de Carlos Linneo (1707-1778), en París, en 1830 (Ed. F.-G. Levrault) y publica una Vie de Linné, reeditado sobre los documentos autógrafos realizados por ese gran hombre y sigue con el análisos de su correspondencia con los principales naturalistas de su época, todos en París en 1832 (Ed. F.-G. Levrault).
Se interesa en los primeros botánicos y publica:
- Flore de Virgile. N.E. Lemaire, 1835
- Flore de Théocrite et des autres bucoliques grecs. Firmin-Didot Hnos. Paris, 1832
- Commentaires sur la botanique et la matière médicale de Pline. C.-L.-F. Panckoucke, Paris, 1833

## Obra
- Essai sur les cryptogames des écorces exotiques officinales, précédé d'une méthode lichénographique et d'un “Genera” (dos v. Firmin-Didot padre e hijos, París, 1824-1837

- Méthode lichénographique et “Genera″, Firmin-Didot padre e hijos, París, 1824

- Code pharmaceutique, ou Pharmacopée française. Paris, 1826

- Entretiens sur la botanique dans la Bibliothèque d'instruction populaire. Maître Pierre ou le Savant de village. F.-G. Levrault, París, 1835, reeditado por Langlois & Leclercq, París, en 1849

- Cours d'histoire naturelle pharmaceutique, ou Histoire des substances usitées dans la thérapeutique, les arts et l'économie domestique, dos v. Corby, París, 1828

- Promenade dans la Suisse occidentale et le Valais. J. Rouvier & E. Le Bouvier, Paris, 1835

- Catalogue méthodique des plantes du Jardin botanique de la Faculté de médecine de Strasbourg. F.-G. Levrault, Estrasburgo, 1836

- Entretiens sur la zoologie, Bibliothèque d'instruction populaire. Maître Pierre ou le Savant de village. F.-G. Levrault, París, 1836

- Entretiens sur la zoologie. Oiseaux dans la Bibliothèque d'instruction populaire. Maître Pierre ou le Savant de village. F.-G. Levrault, París, 1838

- Mémoires sur la famille des Fougères (tres tomos en dos vols., Veuve Berger-Levrault, Estrasburgo, 1844-1852

- Voceri, chants populaires de la Corse, précédés d'une excursion faite dans cette île en 1845, por A.-L.-A. Fée. V. Lecou, París, 1850

- “Genera filicum″, exposición de géneros de la familia de Polypodiáceas (clase de Forrajes). J.-B. Baillière, París, 1850-1852

- Études philosophiques sur l'instinct et l'intelligence des animaux. Veuve Berger-Levrault, Estrasburgo, 1853

- Iconographie des espèces nouvelles décrites ou énumérées dans le “Genera filicum″ et revision des publications antérieures relatives à la famille des Fougères, tres v. Veuve Berger-Levrault e hijos, París, 1854-1865

- Souvenirs de la guerre d'Espagne... 1809-1813. Veuve Berger-Levrault e hijos, París, 1856

- Voyage autour de ma bibliothèque, littérature et philosophie. Veuve Berger-Levrault e hijos, París, 1856

- Fougères mexicaines, catalogue méthodique, sin paginar, 1858

- L'Espagne à cinquante ans d'intervalle, 1809-1859, Veuve Berger-Levrault e hijos, París, 1861

- Les Misères des animaux. Humbert, París, 1863

- Le Darwinisme, ou Examen de la théorie relative à l'origine des espèces. V. Masson e hijos, París, 1864

- Histoire des Fougères et des Lycopodiacées des Antilles. J.-B. Baillière, París, 1866

- Coautoría de Auguste François Marie Glaziou (1828-1906), Cryptogames vasculaires (fougères, lycopodiacées, hydroptéridées, équisétacées) du Brésil (dos v. J.-B. Baillière e hijos, París, 1869-1873

- Études sur l'ancien théâtre espagnol. Les Trois Cid (Guillen de Castro, Corneille, Diamante). Hormis le roi, personne. Ce que sont les femmes. Fragments de la Celestina. Firmin-Didot Hnos, hijos & Cía, París, 1873

## Honores
- 1874: dirige la Société Botanique de France

### Eponimia
Género
- (Hymenophyllaceae) Feea Bory[1]

Especies, más de 60, entre ellas
- (Adiantaceae) Jamesonia feei (Copel.) Christenh.[2]

- (Blechnaceae) Blechnum feei (Jenman) C.Chr.[3]

- (Cyatheaceae) Trichipteris feeana (C.Chr.) Copel.[4]

- (Dennstaedtiaceae) Pteridium feei (Schaffn. ex Fee) Maxon ex Faull[5]

- (Lomariopsidaceae) Campium feeianum Copel.[6]

- (Lomariopsidaceae) Elaphoglossum feei (Bory) T.Moore[7]

- (Plumbaginaceae) Ceratolimon feei (Girard) M.B.Crespo & M.D.Lledó[8]

- La abreviatura «Fée» se emplea para indicar a Antoine Laurent Apollinaire Fée como autoridad en la descripción y clasificación científica de los vegetales.[9]

Se encuentran 3.258 registros de sus identificaciones y nombramientos de nuevas especies.